# Club Esportiu Carroi
Club Esportiu Carroi és un club de futbol professional andorrà amb seu a la capital Andorra la Vella. Va ser fundat el 2014 i juga actualment en la Segona Divisió d'Andorra.

## Història

### Inicis
Fundat el 2014 com una acadèmia de futbol el CE Carroi ha estat un club reeixit a nivell nacional juvenil que també ha participat en competicions juvenils de renom internacional a nivell europeu, com la Mediterranean International Cup o la Copa Internacional d'Andorra.
Encara que el club sigui conegut per la seva acadèmia de futbol i escola, el juliol de 2015, el club va crear un equip més gran per competir en els nivells més alts del país i ser admès a la Segona Divisió.
L'equip va acabar en segon lloc al final de la temporada 2015-16 de Segona Divisió, llest per competir en un play-off de doble partit contra el 7è equip de Primera Divisió, FC Encamp.
El partit d'anada del play-off, disputat el 15 de maig, va finalitzar amb un empat per 0-0. Tot i això, l'Encamp va presentar un recurs al Comitè de Competició al·legant que el seu rival havia alineat indegudament els futbolistes José María Ramírez i César Daniel González. Tal documentació va ser resposta el 20 de maig amb la suspensió definitiva de la sèrie de promoció, atorgant-li la victòria definitiva a l'Encamp i modificant el resultat original del primer matx per un 0-3. El partit de tornada es va programar per al 22 de maig al Camp de Futbol Municipal d'Encamp, però va ser suspès i mai no es va arribar a jugar.
En la temporada 2016-17 no va participar en la segona divisió andorrana.
El curs 2017-2018 va acabar com a tercer classificat a Segona Divisió i, per tant, no va poder disputar el play-off d'ascens a Primera Divisió.

### Ascens a Primera Divisió
En la campanya 2018-19 va aconseguir quedar segon en segona divisió, i per tant, va disputar el play-off d'ascens a primera divisió contra el Lusitanos, setè classificat en primera divisió. L'anada, que la van disputar com a locals, van guanyar el partit per 1-0 amb un gol d'Alejandro Manuel Muñoz Caballe al minut 70. En el partit de tornada disputat com a visitants en finalitzar els 90 minuts el resultat era 1-0 a favor del lluïsitans gràcies al gol anotat pel jugador peruà Héctor Urrunaga al minut 68, a la pròrroga es va mantenir el resultat i a la tanda de penals el CE Carroi es va alçar amb el triomf per 2 a 4 al Luisitanos aconseguint així el primer ascens de la seva jove història a la Primera Divisió d'Andorra.
A la temporada 19/20, en el seu debut a Primera, el conjunt morat aconsegueix la permanència a la màxima categoria arribant a més als quarts de final de la Copa Constitució. La temporada següent amb el tècnic Paco Montesinos dirigint el combinat, aconsegueixen mantenir la categoria a l'elit del futbol andorrà després del play-off de permanència sent l'equip revelació de la primera volta del campionat de Lliga.

## Temporades
| Temporada |                 | Pos. | PJ. | G  | E | P  | GF | GC | DG  | Pts | Copa                |
| --------- | --------------- | ---- | --- | -- | - | -- | -- | -- | --- | --- | ------------------- |
| 2015-16   | Segona Divisió  | 2    | 23  | 19 | 1 | 3  | 73 | 23 | +50 | 58  | No hi va participar |
| 2017-18   | Segona Divisió  | 3    | 22  | 13 | 3 | 6  | 72 | 35 | +37 | 42  | Primera ronda       |
| 2018-19   | Segona Divisió  | 2    | 23  | 17 | 2 | 4  | 75 | 29 | +46 | 53  | Primera ronda       |
| 2019-20   | Primera Divisió | 7    | 24  | 3  | 3 | 18 | 14 | 42 | -28 | 12  | Quarts de final     |
| 2020-21   | Primera Divisió | 7    | 20  | 5  | 4 | 11 | 20 | 34 | -14 | 19  | Quarts de final     |
| 2021-22   | Primera Divisió | 8    | 27  | 3  | 2 | 22 | 22 | 73 | -51 | 11  | Quarts de final     |
| 2022-23   | Segona Divisió  | 4    | 24  | 15 | 3 | 6  | 65 | 34 | +31 | 48  | Primera ronda       |
| 2023-24   | Primera Divisió | 9    | 27  | 3  | 4 | 20 | 19 | 77 | -58 | 13  | Primera ronda       |